# もう一度笑ってる場合ですよ!
『もう一度笑ってる場合ですよ!』（もういちどわらってるばあいですよ!）は、1981年4月5日から1982年10月3日までフジテレビほかで放送されていた同局製作のバラエティ番組。当時、フジテレビ系列で平日の正午に放送されていた帯番組『笑ってる場合ですよ!』のダイジェスト版である。
フジテレビ系列平日昼のバラエティ番組のダイジェスト版としては本番組終了後、平日の『森田一義アワー 笑っていいとも!』におけるダイジェスト版『笑っていいとも!増刊号』に引き継がれることになる。

## ネット局について
平日の『笑ってる場合ですよ!』本放送を放送していた局でも、ダイジェストであるこの番組をネットしていた局は少なかった。その例を挙げると、仙台放送ではこの時間は『サンデー洋画劇場』の枠に充てられていた。また、山形テレビ（当時フジテレビ系列）ではまだ同じ県内にTBS系列局が存在しなかったことから、同局ではTBS系列で放送されたドラマ『三男三女婿一匹』の遅れネットなどに充てられていた。

## フジテレビでの放送時間
いずれも日本標準時。
- 1981年4月5日 - 1982年9月26日
  - 日曜 13:00 - 14:25
- 1982年10月3日
  - 日曜 10:00 - 11:50
  - 最終回のみ25分拡大版で、後継番組の『笑っていいとも!増刊号』と同じ時間帯に放送された。